# Strzępka generatywna

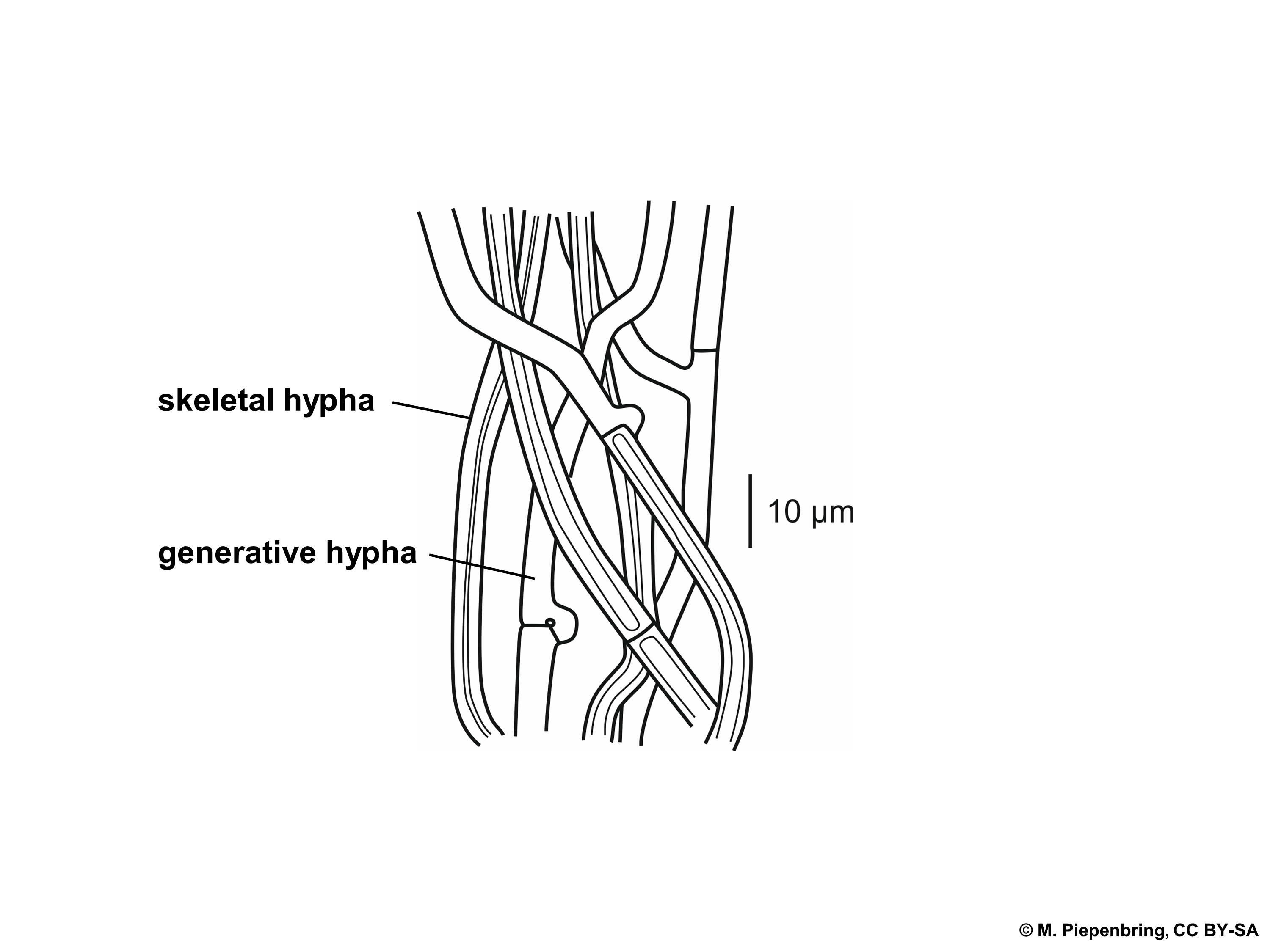
Strzępki generatywne i szkieletowe

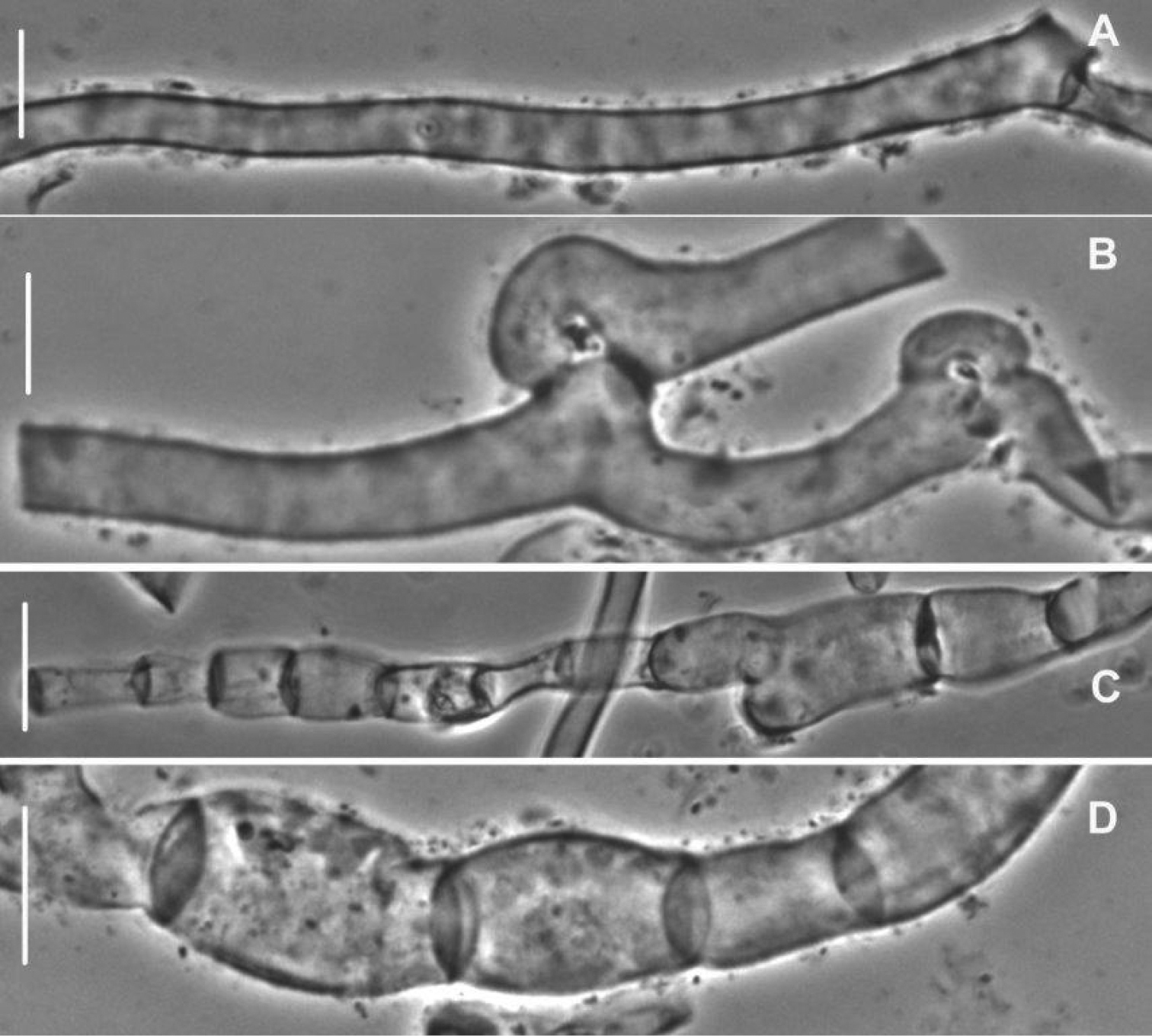
Strzępki generatywne z przegrodami i sprzążką (B)

Strzępka generatywna (łac. hyphae generativae) – podstawowy rodzaj strzępek u grzybów podstawkowych (Basidiomycota). Ten rodzaj strzępek występuje u wszystkich podstawczaków.
Strzępki generatywne są podstawowym elementem budowy podstawczaków, ponieważ zawsze u nich występują i dają początek wszystkim innym typom strzępek. Początkowe stadia rozwojowe podstawczaków składają się z takich strzępek i w niektórych przypadkach nie powstają już inne rodzaje strzępek.
Ważną rolę przy mikroskopowym oznaczaniu gatunków i ich klasyfikacji odgrywa rodzaj przegrody występującej na strzępkach generatywnych. Może ona być ze sprzążką (czasami z kilkoma sprzążkami) lub bez sprzążki – takie przegrody nazywamy prostymi. Przegroda strzępek generatywnych jest cechą podstawową i zwykle stałą dla danego gatunku – rzadko spotyka się gatunki posiadające zarówno liczne sprzążki, jak i proste przegrody na strzępkach generatywnych. Taki przypadek występuje np. u rodzaju Albatrellus. W rodzinie Corticiaceae to zjawisko jest częstsze. Prawidłowa interpretacja przegrody może być trudna, jeśli znajduje się ona tuż pod lub nad przegrodą, lub jest ona widoczna raczej w widoku z przodu niż z boku, dlatego aby wyciągnąć wiarygodne wnioski, należy obserwować kilka przegród. U niektórych gatunków przegroda na rozgałęzieniu strzępek może czasami wyglądać bardzo podobnie do sprzążki. Z tego powodu najlepiej szukać przegród w strzępkach nierozgałęzionych. Czasami gdy wysycha protoplazma grubościennych strzępek, tworzy się na ich przegrodach zniekształcenie, które można mylnie wziąć za sprzążkę. Taka wysuszona protoplazma może wyglądać jak ciemna linia w poprzek strzępek, ale zwykle będzie znacznie cieńsza niż ściana strzępek, podczas gdy prawdziwa przegroda będzie miała tę samą grubość co reszta ściany strzępek. Jeśli znalezienie strzępek generatywnych jest trudne, szukać ich należy na krawędziach rozwarstwień lub wzdłuż młodych, aktywnie rosnących brzegów podstawek.
Rozgałęzienia strzępek u niektórych gatunków są dość charakterystyczne, ale często trudne do interpretacji. U murszaka rdzawego (Phaeolus schweinitzii) strzępki rozgałęziają się prawie pod kątem prostym, ale jest to rzadkością, zwykle pomiędzy główną strzępką a nową gałęzią boczną tworzy się kąt ostry. W kontekście wielu gatunków grzybów poliporoidalnych o owocniku rozpostartymi pomiędzy sąsiednimi, równoległymi strzępkami istnieją połączenia typu H, przypominające mały mostek strzępkowy. Nie mają one znaczenia taksonomicznego. U niektórych gatunków szerokość strzępek może się znacznie różnić, podczas gdy u innych jest wyjątkowo jednolita. Ten fakt również ma znaczenie przy oznaczaniu gatunku. Strzępki generatywne przeważnie są cienkościenne, ale grubość ich ścianek może się znacznie różnić, mogą mieć nieco pogrubione ściany, a czasami zdarzają się grubościenne strzępki generatywne. Jeśli nie mają przegród są to strzępki szkieletowe.
Jeśli występują tylko strzępki generatywne, mówimy o monomitycznym systemie strzępkowym. Oprócz nich mogą jeszcze występować strzępki szkieletowe i strzępki łącznikowe. Jeśli występują u danego gatunku dwa rodzaje strzępek jest to dimityczny system strzępkowy, jeśli wszystkie trzy rodzaje – trimityczny. Określenie rodzaju systemu strzępkowego odgrywa ważną rolę przy mikroskopowym oznaczaniu gatunków grzybów, a także przy ustalaniu ich pokrewieństwa i systematyki.